# My Happy Ending (serie de televisión)
My Happy Ending (en hangul, 나의 해피엔드; romanización revisada, Naui haepiendeu; literalmente, «Mi final feliz») es una serie de televisión surcoreana dirigida por Jo Soo-won y protagonizada por Jang Na-ra, Son Ho-jun, So Yi-hyun y Lee Ki-taek. Se emitió por el canal TV Chosun desde el 30 de diciembre de 2023 hasta el 25 de febrero de 2024, en horario de sábados y domingos a las 21:10 (hora local coreana). También está disponible en las plataformas Viu y Viki para algunas regiones del mundo.

## Sinopsis
Para todos los que la rodean, y tras haber superado una infancia difícil, Seo Jae-won parece haber sido bendecida con una vida perfecta, tanto personal como profesionalmente. No solo es la directora ejecutiva de una multimillonaria empresa de muebles, sino que también es una influyente muy popular en las redes sociales. En lo personal, Jae-won está felizmente casada con el bondadoso Heo Soon-young, un diseñador independiente, profesor de diseño industrial y orgulloso padre de su única hija. Exitosa y rodeada de sus seres queridos, Jae-won no podría imaginar una situación que la hiciera más feliz. Pero las cosas en su vida comienzan a tomar un giro incómodo después de que ella se reencuentra con una antigua compañera de la universidad, Kwon Yoo-jin. Habiéndose graduado en el mismo departamento de arte, ambas fueron cercanas en su momento, pero el tiempo y las circunstancias las llevaron por caminos muy diferentes. Ahora está divorciada y con una carrera artística fallida, por lo que su vida pasa por una etapa difícil; por este motivo, crecen rápidamente en ella los celos hacia Jae-won y su vida aparentemente perfecta. Sin embargo, poco después de reunirse con Yoo-jin, esa vida perfecta de Jae-won comienza a desmoronarse cuando descubre que las personas más cercanas a ella han estado ocultándole verdades terribles.

## Reparto

### Principal
- Jang Na-ra como Seo Jae-won, una mujer hecha a sí misma: es la directora ejecutiva de una marca de muebles para el hogar llamada Drev, además de una influyente con un millón de seguidores.[5][6][7]
- Son Ho-jun como Heo Soon-young, el marido de Jae-won. Con una personalidad amable y tranquila, es diseñador independiente y profesor de diseño industrial.[5][8]
- So Yi-hyun como Kwon Yoon-jin, compañera de clase de la escuela de arte de Jae-won y profesora asistente en una escuela de arte. Pese a su óptima preparación, su vida y su carrera artística se malograron por la pérdida de talento y por el fracaso de su matrimonio.[5][9]
- Lee Ki-taek como Yoon Te-oh/Theo Harris, el colega más cercano y antiguo de Jae-won, que es el jefe del equipo de diseño en Drev. Es una persona que ha rechazado todas las ofertas de las grandes empresas, pero de repente se une a Drev y se hace famoso.[5][10]
- Kim Hong-pa como Seo Chang-seok, el padrastro de Jae-won, con una personalidad naturalmente simple y compasiva.[11]
- Park Ho-san como Nam Tae-joo, investigador de seguros y exdetective de homicidios.[11]

### Secundario

#### Entorno de Jae-won
- Kang Ji-eun como Jung Mi-hyang, la madre de Jae-won.[12]
- Choi So-yul como Heo A-rin, hija de Jae-won y Soon-young.[13]
- Lim Seon-wu como Jo Soo-kyung, neuropsiquiatra.[14]
- [Por confirmar] como Choi, un periodista.

#### Empleados de Drev
- Oh Hyun-joong como Baek Seung-gyu, miembro del equipo de diseño.[15]
- [Por confirmar] como Kim Seong-hee, secretaria de Jae-won.
- [Por confirmar] como Park, el director de Drev.
- [Por confirmar] como Yoo, jefe del equipo de desarrollo de TI.

#### Otros
- Kim Myung-soo como Kwon Young-ik, el padre de Yoon-jin y presidente de una fundación de becas artísticas; por dentro está poseído por un retorcido deseo de poder y fama.[11]
- [Por confirmar] como Rachel Harris, la hermana menor de Te-oh.
- Jung Jin-woo como el detective Lee.[16]
- Kim Soo-jin como la detective Oh.[17]

### Apariciones especiales
- Na Sang-do como guardia de seguridad.[18]
- Ahn Sung-hoon como un amigo de Seung-gyu.[19]

## Producción
La serie está dirigida por Jo Soo-won, que fue también director de producciones de éxito como I Can Hear Your Voice (2013), Pinocchio (2014), The Time We Were Not in Love (2015) y Treinta, pero aún diecisiete (2018). La guionista es Baek Seon-hee, vencedora con este trabajo del gran premio de honor en el concurso de guiones dramáticos 12th Search for a Shooting Star in the Desert de la Korea Broadcasting Content Promotion Foundation.
La producción corrió a cargo de Hi Ground, Story Vine Pictures e IN Culture. Las audiciones se realizaron en febrero de 2023, y el rodaje estaba programado para llevarse a cabo entre marzo y junio del mismo año, aunque realmente comenzó en abril.
El 7 de abril de 2023 se anunció el nombre de los dos protagonistas de la serie, Jang Na-ra y Son Ho-jun, que se reúnen otra vez como pareja seis años después de Go Back Couple. Para su personaje la actriz tuvo que aprender a manejar la maquinaria y herramientas necesarias para la fabricación de muebles.
El 18 de octubre se lanzó el primer avance de la serie, de treinta segundos. El 14 de noviembre se publicaron imágenes de la primera lectura del guion. El 27 del mismo mes se publicaron dos carteles con la imagen de la protagonista Jang Na-ra, y el 4 de diciembre se difundieron siete nuevos carteles, uno de grupo y seis de personajes.

## Audiencia
| Temporada | Temporada | Episodio número | Episodio número | Episodio número | Episodio número | Episodio número | Episodio número | Episodio número | Episodio número | Episodio número | Episodio número | Episodio número | Episodio número | Episodio número | Episodio número | Episodio número | Episodio número | Promedio |
| Temporada | Temporada | 1               | 2               | 3               | 4               | 5               | 6               | 7               | 8               | 9               | 10              | 11              | 12              | 13              | 14              | 15              | 16              | Promedio |
| --------- | --------- | --------------- | --------------- | --------------- | --------------- | --------------- | --------------- | --------------- | --------------- | --------------- | --------------- | --------------- | --------------- | --------------- | --------------- | --------------- | --------------- | -------- |
|           | 1         | —               | —               | —               | —               | —               | —               | —               | 572             | 496             | 576             | 608             | 611             | —               | 565             | 472             | 649             | —        |

| Episodio | Fecha de emisión        | Índices de audiencia (Nielsen Korea) | Índices de audiencia (Nielsen Korea) |
| Episodio | Fecha de emisión        | Nacional                             | Seúl                                 |
| --- | ----------------------- | ------------------------------------ | ------------------------------------ |
| 1 | 30 de diciembre de 2023 | 2,604 % (13.ª)                       | ND                                   |
| 2 | 31 de diciembre de 2023 | 2,330 % (9.ª)                        | 2,066 % (9.ª)                        |
| 3 | 6 de enero de 2024      | 2,534 % (13.ª)                       | 2,7 % (NR)                           |
| 4 | 7 de enero de 2024      | 2,283 % (11.ª)                       | 2,365 % (10.ª)                       |
| 5 | 13 de enero de 2024     | 2,485 % (12.ª)                       | ND                                   |
| 6 | 14 de enero de 2024     | 2,621 % (12.ª)                       | 2,664 % (9.ª)                        |
| 7 | 20 de enero de 2024     | 2,595 % (11.ª)                       | 2,638 % (10.ª)                       |
| 8 | 21 de enero de 2024     | 2,965 % (8.ª)                        | 2,619 % (8.ª)                        |
| 9 | 27 de enero de 2024     | 2,669 % (10.ª)                       | 2,506 % (9.ª)                        |
| 10 | 28 de enero de 2024     | 2,684 % (9.ª)                        | 2,716 % (7.ª)                        |
| 11 | 3 de febrero de 2024    | 2,923 % (8.ª)                        | ND                                   |
| 12 | 4 de febrero de 2024    | 2,715 % (8.ª)                        | 2,429 % (8.ª)                        |
| 13 | 17 de febrero de 2024   | 2,331 % (14.ª)                       | ND                                   |
| 14 | 18 de febrero de 2024   | 2,758 % (9.ª)                        | 2,196 % (10.ª)                       |
| 15 | 24 de febrero de 2024   | 2,408 % (11.ª)                       | ND                                   |
| 16 | 25 de febrero de 2024   | 2,937 % (7.ª)                        | 2,417 % (7.ª)                        |
| Promedio | Promedio                | 2,615 %                              | —                                    |
| - En la tabla superior, los números azules representan las calificaciones más bajas y los números rojos representan las más altas. - 'ND' señala que no se dispone del dato para la fecha correspondiente. - Esta serie se transmite en un canal de cable/televisión de pago, que normalmente tiene una audiencia menor respecto a las emisoras de televisión públicas/gratuitas (KBS, SBS, MBC y EBS). |                         |                                      |                                      |